# Volvo C10M
Volvo C10M — шасси, на котором строили свои автобусы различные автопроизводители, выпускавшееся шведским автопроизводителем Volvo Bussar в период с 1984 по 1997 год.

## Информация
C10M также был доступен в качестве шасси для автобусов на базе Volvo B10M. В то время как на обычном шасси B10M двигатель был установлен сразу за передней осью, на C10M он был расположен между передней и задней осями, обеспечивая ещё лучший баланс массы. Автобус был построен швейцарским производителем туристических автобусов Ramseier & Jenzer и выпускался как C10M-70 общей длиной 12,00 метра, так и C10M-63 общей длиной 11,83 или 12,00 метра. Ожидалось, что семейство C10M также будет включать более короткий C10M-55, но ни один из них не был построен до окончания производства C10M. Он был снят с производства в декабре 1986 года в рамках решения Volvo о выходе с рынка интегральных автобусов. К тому времени, когда производство C10M было прекращено, было произведено только около 80, в том числе десять для Соединённого Королевства, десять для Швеции, семь для Норвегии и два для Дании. В Финляндии шасси C10M также было доступно с кузовом Wiima Finlandia, и в период с апреля 1986 по ноябрь 1987 года оператор Someron Linja получил дюжину таких моделей. Finlandia имела те же технические характеристики, что и integral C10M, и в целом выглядела совершенно так же, но решётка радиатора была другой. Wiima Finlandia была разработана для интегрального автобуса C10M, но вместо этого Volvo выбрала швейцарского производителя. Он также был доступен на шасси Volvo B10M и Scania K112CL в период с 1985 по 1987 год. Даже если C10M был снят с производства всего через несколько лет и имел не более 95 шасси, идея переноса двигателя на B10M была продолжена некоторыми производителями автобусов, такими как Carrus и Jonckheere. Это называлось Volvo B10M-C. На B12M, который был представлен в 2001 году, положение двигателя C10M стало стандартным.